# 复兴湾站
复兴湾站位于中华人民共和国湖北省武汉市硚口区复兴村北侧，站场中心位于京广铁路K1194+209处。始建于1958年，初建时为线路所，由汉西站代管，后于1983年升格为五等站。不办理客、货运营业。本站已于1990年10月随汉口站的搬迁而撤销，全体车站职工并入新汉口站。

## 历史
本站前身为1958年在汉西站与江岸西站间设置的“八公里车站”，1969年复兴湾车站在汉丹铁路往江岸西站接入汉口迂回线处建站，该站旋即取消。
起初该站为线路所，由汉西车站代管。1983年4月，车站升为五等站，不办理任何客货业务，且仍由汉西站代管。当时，车站共计有线路4条，分别为3股站线以及安全线1股，线路全长3255米。车站对京广线方向实行自动闭塞，对汉丹线方向实行半自动闭塞。
1990年10月，新汉口站在车站东侧开通运营，车站随即撤销，全体职工并入新汉口站。